# 신의 나라 (2017년 영화)
《신의 나라》(영어: God's Own Country)는 2017년 공개된 영국의 성소수자 드라마 영화이다.

## 출연
- 조시 오코너 - 조니 색스비 역
- 알레크 세커레아누 - 게오르게 이오네스쿠 역
- 이언 하트 - 마틴 색스비 역
- 제마 존스 - 디드리 색스비 역